# Арешенкофф, Рон
Ро́нальд Арешенкофф (англ. Ronald Areshenkoff; 13 июня 1957, Гранд-Форкс, Британская Колумбия, Канада — 15 декабря 2019, Гранд-Форкс, Британская Колумбия, Канада) — канадский хоккеист, тренер, финансист и общественный деятель. Играл на позиции центрального нападающего. В сезоне 1974/75 выступал за молодёжную команду Хоккейной лиги Британской Колумбии (BCJHL) «Вернон Викингс». Затем два года играл в клубе Хоккейной лиги Западной Канады (WCHL) «Медисин-Хат Тайгерс». В 1977 году на драфте НХЛ был выбран под общим 32-м номером клубом «Баффало Сейбрз», а на драфте Всемирной хоккейной ассоциации (ВХА) под 11-м номером «Нью-Ингленд Уэйлерс».
В качестве профессионального хоккеиста провёл сезон 1977/78 в клубе Американской хоккейной лиге (АХЛ) «Херши Беарс». После годичного перерыва, связанного с травмой, играл в НХЛ за «Эдмонтон Ойлерз» и его фарм-клуб в Центральной хоккейной лиге (CHL) «Хьюстон Аполло». После сезона 1979/80 Арешенкофф два года нигде не играл, перейдя в 1982 году в команду Западной интернациональной лиги (WIHL) «Трэйл Смоук Итерс», в которой провёл два сезона. Завершил игровую карьеру по окончании розыгрыша 1982/83.
В конце 1980-х годов Арешенкофф уехал на север Канады, на Юкон, где тренировал местную команду «Уайтхорс Хаскис». Он привёл «Уайтхорс» в 1993 году к победе в Кубке Аллана — национальном чемпионате Канады по хоккею с шайбой среди любителей. Также тренировал хоккейную команду для участия на Арктических зимних играх 1994 года и женскую хоккейную сборную провинции Юкон. Затем переехал в Эстеван, где занимался финансовым консультированием и страхованием. Участвовал во многих общественных организациях Эстевана. Более 20 лет входил в руководство команды Юниорской хоккейной лиги Саскачевана (SJHL) «Эстеван Брюинз».

## Игровая карьера
Арешенкофф родился в Гранд-Форксе, Британская Колумбия, где и начал заниматься хоккеем. В сезоне 1974/75 он играл за команду Хоккейной лиги Британской Колумбии (BCJHL) «Вернон Викингс». Рон набрал 86 (36+50) результативных баллов в 65 матчах, по окончании сезона получив приглашение от «Медисин-Хат Тайгерс», выступающего в Хоккейной лиге Западной Канады (WCHL). В «Тайгерс» Арешенкофф действовал результативно, особенно во втором своём сезоне, когда стал вторым бомбардиром команды, уступив только Брайану Хиллу. По итогам сезона он был включён во вторую Сборную всех звёзд лиги. Игра Рона привлекла внимание скаутов клубов Национальной хоккейной лиги (НХЛ) и Всемирной хоккейной ассоциации (ВХА). Журнал The Hockey News в преддверии драфта 1977 года ставил Арешенкоффа на 6-е место рейтинга в WCHL. В итоге нападающий на драфте НХЛ был выбран клубом «Баффало Сейбрз» во 2-м раунде под общим 32-м номером, а на драфте ВХА клубом «Нью-Ингленд Уэйлерс» в 1-м раунде под общим 11-м номером.
Сезон 1977/78 Арешенкофф начинал в клубе Американской хоккейной лиге (АХЛ) «Херши Беарс». Он сыграл 38 матчей, в которых набрал 23 (9+14) очка за результативность, прежде чем получить серьёзную травму плеча. В январе 1978 года ему была сделана операция по удалению сколотых костей в плече. Из-за травмы он пропустил конец сезона 1977/78 и весь последующий. В 1979 году состоялось слияние между НХЛ и ВХА. Был проведён драфт расширения, на котором «Баффало» не стало защищать права на Арешенкоффа, в результате чего 13 июня он перешёл в «Эдмонтон Ойлерз». Рон восстановился после травмы и сумел дебютировать за «Ойлерз» 23 октября 1979 года в матче против «Нью-Йорк Айлендерс». Всего за «Эдмонтон» он сыграл в четырёх матчах, в которых не отметился результативными действиями. Практически весь сезон 1979/80 он находился в фарм-клубе «Ойлерз» в Центральной хоккейной лиге (CHL) «Хьюстон Аполло».
11 июня 1980 года «Эдмонтон» обменял Рона и выбор в 10-м раунде драфта НХЛ 1980 года в клуб «Филадельфия Флайерз» на нападающего Барри Дина. Арешенкофф не играл за свой новый клуб, пропустив ближайшие два сезона. Он вернулся в хоккей в 1972 году, выступая за команду Западной интернациональной лиги (WIHL) «Трэйл Смоук Итерс». Сезон 1982/83 в «Смоук Итерс» стал последним в хоккейной карьере Рона. В нём он сыграл в 45 матчах, в которых заработал 32 (10+22) результативных балла.

## Образование. Тренерская карьера
Арешенкофф учился в Технологическом институте Британской Колумбии. В 1986 году он с отличием окончил институт по программе «Управление объектами отдыха (инженерное дело)». В конце 1980-х годов он переехал в провинцию Юкон, в город Уайтхорс. Он начал тренировать местную команду «Уайтхорс Хаскис». В 1993 году Рон возглавлял «Уайтхорс» на Кубке Аллана 1993 — национальном чемпионате Канады по хоккею с шайбой среди любительских команд, проводимом в городе Квеснеле, Британская Колумбия. «Хаскис» сумели выйти в финал турнира, где им противостояли хозяева — «Квеснел Кангарус». Команда Уайтхорса сумела одержать победу 7:4 и впервые в истории Юкона выиграть трофей. Баннер о победе в Кубке Аллана 1993 до сих пор висит на Takhini Arena в городе Уайтхорс. Рон также тренировал хоккейную команду для участия на Арктических зимних играх 1994 года и женскую хоккейную сборную провинции Юкон.
Хоккеисты «Уайтхорс Хаскис», завоевавшие титул в 1993 году, с теплотой вспоминают тренерскую работу Арешенкоффа. По их словам, Рон хотел всегда получить максимальную отдачу от игроков, но в своих методах не использовал крика, а старался воспитанно объяснить хоккеистам их действия на площадке. Некоторые игроки «Хаскис» поддерживали связь с Роном и после его дальнейшего переезда в Эстеван, Саскачеван. Арешенкофф в интервью от 20 апреля 1993 года отмечал по поводу победы в Кубке Аллана: «Моя жизнь теперь полновесна…Я много сражался за этот трофей и знаю, что также много людей боролись за Кубок Аллана».

## Работа в Эстеване
В 1997 году Арешенкофф стал постоянным членом Ассоциации финансовых консультантов Канады (англ. ADVOCIS). В конце 1990-х годов он переехал в Эстеван, где планировал заниматься продажей паевых инвестиционных фондов и страхованием жизни. Арешенкофф в течение 15 лет работал в компаниях Spectra Financial и Manulife Securities. Рон участвовал во многих общественных делах, заняв важное место в жизни муниципалитета. Он был президентом эстеванского Ротари-клуба и Эстеванской торговой палаты, являлся членом местного Совета по паркам и рекреации. Арешенкофф входил в руководство команды Юниорской хоккейной лиги Саскачевана (SJHL) «Эстеван Брюинз».
Арешенкофф известен организацией мероприятия «Ужин спортсменов Брюинз» (англ. Bruins Sportsman’s Dinner), для которого приглашались известные гости. В 2003 году «ужин» посетили известные хоккейные персоны Кен Холланд и Скотти Боумен, а в 2005 году — Брайан Берк. Когда в 2006 году в муниципалитете началось планирование новой ледовой арены, Рон возглавил комитет по сбору средств на её строительство. Проведённые им пять «ужинов» в период с 2007 по 2011 год позволили собрать около 1 миллиона долларов США. Гостями мероприятия в разные годы становились: комиссар НХЛ Гэри Беттман, спортивный журналист Майкл Ландсберг, завершивший карьеру линейного судьи в НХЛ Рэй Скапинелло и член Зала хоккейной славы Стив Айзерман. Причём Айзерман посетил Эстеван всего спустя 12 дней после завоевания сборной Канады, генеральным менеджером которой он являлся, золотых медалей на хоккейном турнире Зимних Олимпийских игр 2010 в Ванкувере. Арена была построена и получила название Affinity Place.
Арешенкофф входил в комитет по организации в Эстеване хоккейного турнира — Кубок Западной Канады 2016 (англ. 2016 Western Canada Cup) — соревновании сильнейших молодёжных команд лиг провинций Альберта, Британская Колумбия, Манитоба и Саскачеван. Рон сыграл ключевую роль в том, что турнир оказался финансово успешным, впервые в истории принеся своим организаторам прибыль. Арешенкофф также входил в состав комитета по созданию в Эстеване детской хоккейной команды класса midget AAA. Благодаря его усилиям, новая команда сможет провести свой первый матч в сезоне 2020/21.

## Личная жизнь. Смерть
Арешенкофф скончался 15 декабря 2019 в своём родном городе Гранд-Форкс, Британская Колумбия, в окружении семьи после непродолжительной борьбы с раком в возрасте 62 лет. Раньше Рона скончались его родители — Ник и Элизабет Арешенкоффы, а также младший брат Дэнни. У него остались жена Бекки, двое детей — Корсон и Лэндис, брат Барри и сестра Линда. Похоронная служба состоялась 21 декабря 2019 года в Гранд-Форксе, тело было похоронено на местном кладбище Сион (англ. Sion). В этот же день в память об Арешенкоффе «Эстеван Брюинз» организовали минуту молчания на своей домашней игре.

## Статистика
| Легенда | Легенда                    | Легенда | Легенда                   | Легенда | Легенда    |
| ------- | -------------------------- | ------- | ------------------------- | ------- | ---------- |
| И       | Количество проведённых игр | Штр     | Штрафное время            | +/−     | Плюс-минус |
| Г       | Голы                       | П       | Голевые передачи          | О       | Очки       |
| -       | Статистика неизвестна      | —       | Статистика не учитывалась |         |            |

### Клубная
- Статистика приведена по данным сайтов Legends of Hockey.net и Eliteprospects.com.

## Достижения
Личные
| Год  | Команда             | Достижение                                  | Достижение |
| ---- | ------------------- | ------------------------------------------- | ---------- |
| 1977 | Медисин-Хат Тайгерс | Попадание во вторую Сборную всех звёзд WCHL |            |

- По данным Eliteprospects.com.